# Magog (Band)
Magog war eine deutsche Pagan-Metal-Band aus Pirna, Sachsen. Der Name rührt vom Heimatland des biblischen Fürsten Gog her. Dieser wird von der Band „als Symbol für die Feindschaft zum christlichen Gott Jahwe“ interpretiert. Die Bandmitglieder sind politisch rechtsextremistischen Kreisen zuzuordnen.

## Biografie
Magog wurde von Andhrimnir, Matthias „Krieger“ Wego und Sebastian „Arr“ Oehme gegründet. Wego und Oehme spielten zuvor in der Rechtsrock-Band 14 Nothelfer. Erst zu einem späteren Zeitpunkt stieß Schlagzeuger Jörg „Zorrn“ Hermann hinzu, der bis dato bei Psykra, Wolfswinter und Kraftschlag spielte. Textlich besang Magog primär anti-christliches und pro-heidnisches Gedankengut. Auf ihrem Debüt beschrieb die Band ihren Stil als „Unholy German Black Metal for Aryan People“ (engl. für ‚Unheiliger deutscher Black Metal für arische Leute‘). Derlei Liedtexte gepaart mit der regen Beteiligung der Mitglieder an verschiedenen Rechtsrock-Bands führten dazu, dass Magog stellenweise zum Spektrum des sogenannten National Socialist Black Metal gezählt wurden.
Das gleichnamige Debütalbum Magog wurde 2000 als Schallplatte über das Label Hagal Records veröffentlicht. Eine Neuauflage, die zusätzlich das Lied Wolfsauge von einer 2002 zusammen mit der Band Frostkrieg veröffentlichten Split-7" enthielt, wurde von Ewiges Eis Records, dem Label des Totenburg-Sängers Jens „Asemit“ Fröhlich, veröffentlicht. Alle anderen CDs erschienen bei Christhunt Productions, die erste Veröffentlichung dort war eine weitere Pressung der Split-7" mit Frostkrieg.
Andhrimnir, Krieger und Arr gründeten nach der ersten Auflösung Magogs die Band Todfeind und waren ferner Mitglieder bei Obskur, bei deren Gitarrenspiel Magog-Anleihen zu hören sind. Zorrn ist weiterhin an Kraftschlag und Camulos beteiligt. Bei ihrer Wiedervereinigung 2009 wurde Zorrn aus „gesundheitlichen und privaten Problemen“ durch Vargsvrede ersetzt, welcher gleichzeitig Schlagzeuger bei der sächsischen Band Annihilation 666 als auch bei Obskur war. Letztlich gelang es der Band jedoch nicht mehr, die Arbeit zufriedenstellend wiederaufzunehmen. Anfang des Jahres 2011 wurde eine erneute Auflösung bekannt gegeben.

## Diskografie

### Demoaufnahmen
- 1998: Todesweihe
- 1999: Des Kriegers Zorn

### Alben
- 2000: Magog
- 2003: Weisheit und Ahnenkult
- 2004: Artglauben

### Sonstiges
- 2002: Wolfsauge / Blutgerüst (Split mit Frostkrieg)
- 2003: Im Namen des Gesalbten auf SOWULO – Elemental Force, Lead Us into the New Aeon
- 2005: Unholy German Black Metal (Kompilation)